# Mir-2 (Raumstation)
Die Mir-2 (russisch Mir-2) war eine von der Sowjetunion geplante bemannte Raumstation. Erste Pläne der NPO Energija gehen auf das Jahr 1984 zurück. Das Projekt baute auf dem DOS-8 (russisch ДОС, Долговременная орбитальная станция, Dolgowremennaja orbitalnaja stanzija für „Langzeit-Orbital-Station“) Modul auf, welches als Backupmodul des DOS-7 der Raumstation Mir gebaut wurde. Nach einer Vielzahl von Planänderungen wurde das modifizierte Modul schließlich unter der Bezeichnung Swesda auf der ISS eingesetzt.

## Geschichte
Die gesamte Historie der Mir-2 baut auf dem DOS-8 Modul auf, dessen Bau parallel zum DOS-7 Modul gestartet wurde. Das DOS-8 Modul war als Backup oder zum Austausch des DOS-7 Basismoduls der Mir vorgesehen.

### Erste Pläne
1984, wohl auch als Reaktion auf die geplante US-amerikanische Raumstation Freedom, existierten erste Pläne für eine gigantische Raumstation, welche 1988 unter dem Namen Mir-2 angekündigt wurde.
Geplant war der Start des DOS-8 Moduls im Jahre 1993. Noch im selben Jahr sollte ein gigantisches, 76 Tonnen schweres Kernmodul durch einen Start der Energija hinzukommen. In den Jahren 1994 bis 1997 sollte die Station durch eine große Gitterstruktur mit Solarzellen sowie ein Versorgungsmodul, ein Technologiemodul und ein biotechnisches Modul ergänzt werden. Von 1997 bis 2000 war die Komplettierung der Station durch vier weitere Module vorgesehen. Ziel war es eine orbitales Montage- und Operationscenter zu schaffen, welches auch das Reparieren von Satelliten und das Erbauen großer Strukturen im Weltall ermöglichen sollte. Vorgesehen war eine Inklination von 65°, die ursprünglich bereits für die Mir vorgesehen war, wegen der großen Masse aber nicht erreicht werden konnte. Für den Transport der fünfköpfigen Besatzung war der Buran vorgesehen.

### Projektstopp und neue Pläne
Das fortschreitende Projekt verzögerte sich immer weiter, 1989 wurden die Pläne schließlich gekürzt. Der Start von DOS-8 war nun für das Jahr 1994 vorgesehen, das Kernmodul sollte im Jahre 1995 folgen.
Jedoch konnten auch diese Pläne nicht eingehalten werden, schließlich wurde das Projekt 1991 gestoppt und die Pläne weitestgehend verworfen.
Von 1991 bis 1993 entstanden zwei weitere Ideen DOS-8 zu verwenden. Die erste Idee sah vor, wie bereits ursprünglich geplant, DOS-7 der Mir durch DOS-8 auszutauschen. Beim unter der Bezeichnung Mir-1.5 bekannten Plan sollte das Modul, nach dem Start mit einer Proton, mit Hilfe des Burans zur Raumstation transportiert werden. Nach und nach sollten dann die alten Module der Mir durch neue Module ersetzt werden.
Der zweite Plan behielt das Konzept einer neuen Raumstation bei. Nach dem Ende der Lebensdauer von DOS-7 sollte DOS-8 gestartet werden. Neben einer Gitterstruktur mit Solarzellen war ein Knotenmodul vorgesehen. Verworfene Pläne leichter geplanter Module der Mir sowie die Idee kleiner spezialisierter Module, die als modifizierter Progress-Raumtransporter mit einer Sojus starten konnten, sollten die Station komplettieren. Vorgesehen waren ein Servicemodul, zwei Forschungsmodule sowie ein Dockingmodul mit Luftschleuse.

### ISS

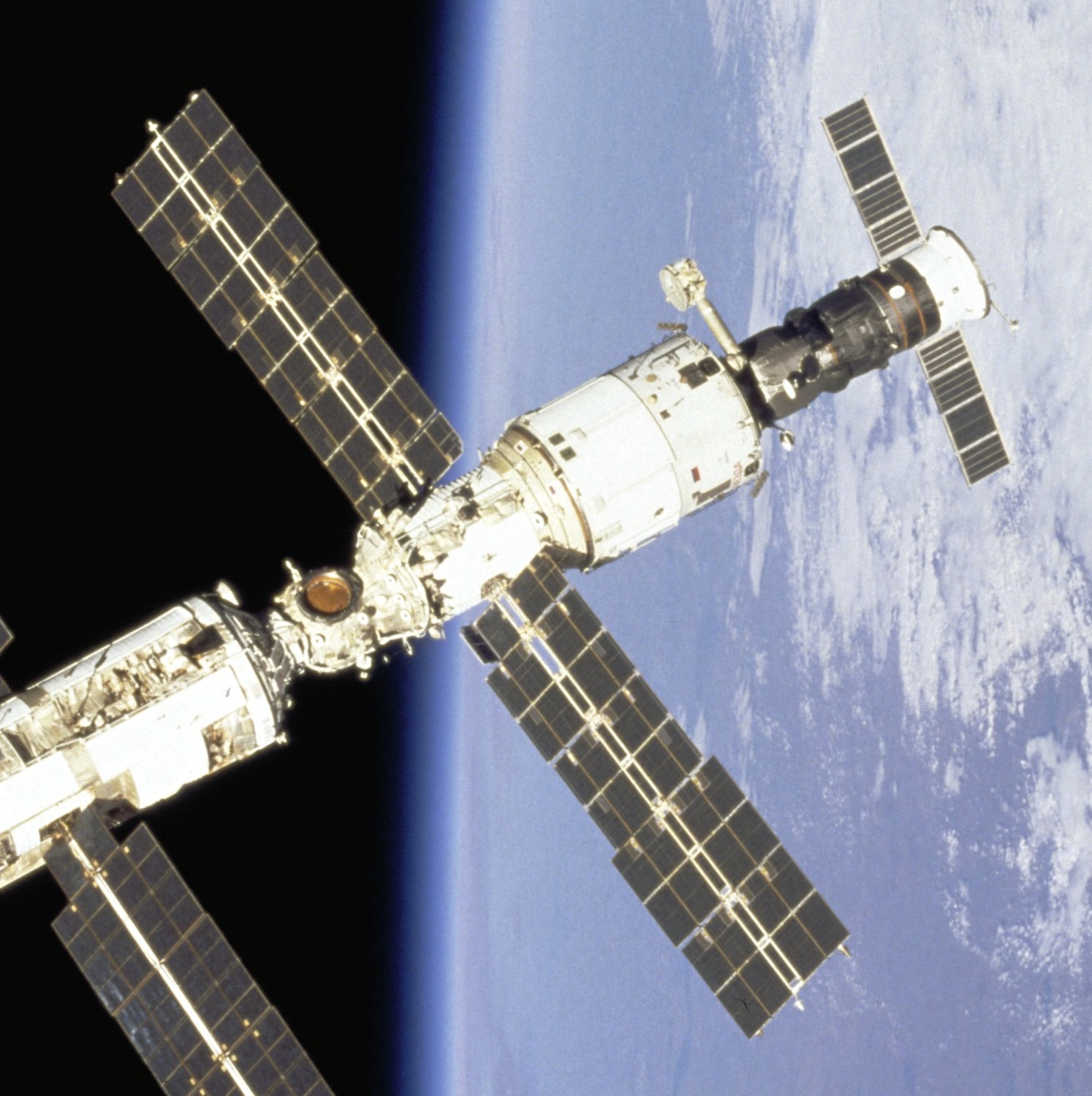
Zentral das Swesda-Modul mit einer angedockten Progress-Kapsel sowie dem Sarja-Modul, aufgenommen von STS-106

Ab 1993 konkretisierte sich die Zusammenführung des Projekts mit der geplanten US-amerikanischen Raumstation Freedom, nachdem Boeing Energija-Funktionäre in deren Hauptquartier nach Seattle einlud. Beide Seiten waren sich einig, dass durch das Zusammenführen der Projekte große Kosteneinsparungen möglich waren, schließlich litt auch das Freedom-Projekt unter steigenden Kosten.
Der Plan sah vor, die amerikanischen, europäischen und japanischen Module durch das russische DOS-8 Basismodul, ein universelles Knotenmodul, ein Dockingmodul mit Luftschleuse sowie ein Servicemodul zu ergänzen. Bereits im Jahre 1997 sollte die Station permanent drei Besatzungsmitglieder aufnehmen können.
Der Vorschlag wurde 1992 von politischer Seite akzeptiert, mit dem Shuttle-Mir-Programm startete Phase 1 des ISS-Projekts.
Die ursprünglichen Pläne unterliefen einer Reihe von Anpassungen und Modifikationen, im November 1998 startete schließlich mit Sarja das erste Modul der ISS. DOS-8, inzwischen unter der Bezeichnung Swesda (russisch Звезда für Stern), folgte im Juli 2000.